# 石川県道142号荒木田原町線
石川県道142号荒木田原町線（いしかわけんどう142ごう あらきたわらまちせん）とは、石川県加賀市内を通る一般県道（石川県道）である。

## 概要
- 起点：石川県加賀市河南町126番地先（＝国道364号交点）
- 終点：石川県加賀市大聖寺田原町6番1地先（＝田原町交差点、国道305号交点）

起点より加賀市荒木町地内を西へ進む。加賀カントリークラブの南側を2本のトンネルで抜けて、同市日谷町に至る。同市日谷町で北に折れ、緩やかに西へカーブしながら加賀市立三谷小学校前を通り、同市百々町で北に折れる。そのまま北上し、曽宇町交差点で国道8号と交差後、さらに北上。公設地方卸売市場前を経て、IRいしかわ鉄道線を大聖寺駅の東側でくぐって北上し、終点に至る。
河南トンネルおよび日谷荒木トンネルの開通以前は、両トンネル上の峠道が当県道として指定されていた。この峠道は見通しの悪い急勾配の狭隘道路で、大型車の通行は困難であった上、冬期は閉鎖されていた。
また、かつては、加賀市役所前交差点を通過後、市役所庁舎前の小路を北東方向斜めに入り、弓町交差点に至るコースだった。この市役所庁舎前の小路は、南行きの一方通行で、起点方向から終点方向への自動車や原付の進入はできなかった。

## 歴史
- 1973年（昭和48年）8月10日 - 路線認定。
- 2009年（平成21年）12月12日 - 南加賀道路の一部として加賀市河南町 - 同市曽宇町間延長2.6 kmが開通[1]。
- 2017年（平成29年）3月12日 - 南加賀道路の一部として加賀市細坪町 - 同市曽宇町間延長1.4 kmが開通[1]。
- 2022年（令和4年）11月13日 - 南加賀道路の一部として加賀市熊坂町 - 同市細坪町間延長1.0 kmが開通[2]。

## 路線状況

### 主要構造物
- 河南トンネル（かわみなみトンネル、169 m、南加賀道路）
- 日谷荒木トンネル（ひのやあらきトンネル、1,061 m、南加賀道路）
- 細坪大橋（南加賀道路）
- 熊坂高架橋（南加賀道路）
- 熊坂川橋（南加賀道路）

## 地理

### 通過する自治体
- 石川県
  - 加賀市

### 交差する道路
- 国道364号（加賀市河南町：起点）
- 国道8号（同市曽宇町・曽宇町交差点）
- 国道305号（同市大聖寺田原町・田原町交差点：終点）